# Aldar Headquarters
Le Aldar Headquarters est un gratte-ciel de 110 mètres de hauteur construit à Abou Dabi en  2010. Son architecte est l'agence MZ Architects.
La forme du bâtiment en pièce de monnaie est très rare pour un immeuble de cette taille et se retrouve dans d'autres immeubles tels que la Fangyuan Mansion en Chine, l'hôtel Radisson Blu à Francfort.
C'est aussi un immeuble de style expressionnisme structurel car les structures de l'immeuble sont apparentes (Voir Styles de gratte-ciel)